# Diachlorus leucotibialis
Diachlorus leucotibialis är en tvåvingeart som beskrevs av Wilkerson och David Fairchild 1982. Diachlorus leucotibialis ingår i släktet Diachlorus och familjen bromsar.
Artens utbredningsområde är Ecuador. Inga underarter finns listade i Catalogue of Life.